# Distritos electorales locales de Sinaloa

Distritacion local vigente

Los distritos estatales electorales de Sinaloa es la división territorial en la que se divide el estado de Sinaloa con propósitos electorales. El estado se integra con 24 demarcaciones distritales electorales locales, cada una aporta un diputado local que ocupara un curul en el Congreso del Estado de Sinaloa por un periodo de tres años, reelegible hasta por dos periodos más.
Cada municipio del estado aporta por lo menos un distrito, en caso de que un municipio no cuente con el promedio de población requerido para contar con representación propia, entonces compartirá fronteras con otro municipio. Culiacán cuenta con 7, Ahome cuenta con 4, Mazatlán y Concordia comparten 4, Guasave cuenta con 2, Navolato, Badiraguato y Mocorito comparten 2, Sinaloa de Leyva cuenta con 1, Salvador Alvarado y Angostura comparten  1, Choix y El Fuerte comparten  1, Municipio de Escuinapa y Rosario comparten  1, y Elota, Cosalá, San Ignacio y la sindicatura de Eldorado (sur de Culiacán) comparten  1.
La actual distritación fue trazada y aprobada en el 2015 por el Consejo General del Instituto Nacional Electoral.

## Objetivos de la actual distritación
De acuerdo al Instituto Nacional Electoral, los objetivos de la actual distritación son los siguientes:

- Que cada voto emitido tenga el mismo valor, por servir siempre para elegir un número similar de representantes.
- Que en la delimitación de los Distritos no prevalezcan motivos políticos que beneficien a un partido en especial.
- Facilitar a los ciudadanos la emisión del sufragio, de tal forma que les sea fácil el traslado al lugar donde habrán de sufragar y la autoridad no encuentre dificultades para recibir los expedientes de casilla y realizar los cómputos respectivos.
- La homogeneidad de la población, con lo cual se busca preservar, en la medida de lo posible, la división geográfica preestablecida de barrios, colonias, delegaciones, municipios y la integridad de comunidades rurales e indígenas.

Es decir, pretenden la protección más amplia de los derechos civiles y políticos de los ciudadanos, máxime cuando la finalidad última es que cada voto emitido tenga el mismo valor.

## Distritaciones anteriores
|  |  |